# Tour de Catalogne 1934
Le Tour de Catalogne 1934 est la 16e édition du Tour de Catalogne, une course cycliste par étapes en Espagne. L’épreuve se déroule sur dix étapes entre le 16 et le 24 juin 1934, sur un total de 1 358 km. Le vainqueur final est l'Italien Bernardo Rogora, devant le Belge Alfons Deloor et l'Italien Nino Sella.
Pour la première fois, un classement de la montagne est attribué.

## Étapes
| Étape     | Date    | Villes étapes                      | km    | Vainqueur d’étape     | Leader du classement général |
| --------- | ------- | ---------------------------------- | ----- | --------------------- | ---------------------------- |
| 1re étape | 16 juin | Barcelone - Manresa                | 89,0  | Isidro Figueras       | Isidro Figueras              |
| 2e étape  | 17 juin | Manresa - Reus                     | 155,0 | Alfons Deloor         | Alfons Deloor                |
| 3e étape  | 18 juin | Reus - Valls                       | 111,0 | Mariano Cañardo       | Mariano Cañardo              |
| 4e étape  | 19 juin | Valls - Lleida                     | 142,0 | Roger Chene           | Mariano Cañardo              |
| 5e étape  | 20 juin | Lleida - Andorra                   | 188,0 | Bernardo Rogora       | Bernardo Rogora              |
| 6e étape  | 21 juin | Andorra - La Bisbal d'Empordà      | 249,0 | Nino Sella            | Bernardo Rogora              |
| 7e étape  | 22 juin | La Bisbal d'Empordà - Girona (clm) | 55,0  | Nino Sella            | Bernardo Rogora              |
| 8e étape  | 22 juin | Girona - Figueres                  | 118,0 | Bernardo Rogora       | Bernardo Rogora              |
| 9e étape  | 23 juin | Figueres - Terrassa                | 168,0 | José Nicolau Balaguer | Bernardo Rogora              |
| 10e étape | 24 juin | Terrassa - Barcelone               | 83,0  | Antoni Escuriet       | Bernardo Rogora              |

### Étape 1 Barcelone - Manresa. 89,0 km
|   | Cycliste               | Temps           |
| - | ---------------------- | --------------- |
| 1 | Isidro Figueras        | 2 h 33 min 19 s |
| 2 | Vicente Cebrián Ferrer | m.t.            |
| 3 | Roger Chene            | m.t.            |

|   | Cycliste               | Temps           |
| - | ---------------------- | --------------- |
| 1 | Isidro Figueras        | 2 h 33 min 19 s |
| 2 | Vicente Cebrián Ferrer | m.t.            |
| 3 | Roger Chene            | m.t.            |

### Étape 2. Manresa - Reus. 155,0 km
|   | Cycliste          | Temps           |
| - | ----------------- | --------------- |
| 1 | Alfons Deloor     | 4 h 41 min 24 s |
| 2 | Emiliano Álvarez  | + 1 s           |
| 3 | Federico Ezquerra | m.t.            |

|   | Cycliste          | Temps           |
| - | ----------------- | --------------- |
| 1 | Alfons Deloor     | 7 h 14 min 43 s |
| 2 | Federico Ezquerra | + 5 s           |
| 3 | Manuel Capella    | + 41 s          |

### Étape 3. Reus - Valls. 111,0 km
|   | Cycliste        | Temps           |
| - | --------------- | --------------- |
| 1 | Mariano Cañardo | 4 h 51 min 10 s |
| 2 | Bernardo Rogora | m.t.            |
| 3 | Vicente Trueba  | m.t.            |

|   | Cycliste        | Temps            |
| - | --------------- | ---------------- |
| 1 | Mariano Cañardo | 12 h 10 min 09 s |
| 2 | Bernardo Rogora | m.t.             |
| 3 | Vicente Trueba  | m.t.             |

### Étape 4. Valls - Lleida. 142,0 km
|   | Cycliste        | Temps           |
| - | --------------- | --------------- |
| 1 | Roger Chene     | 5 h 35 min 00 s |
| 2 | Michel Catteeuw | m.t.            |
| 3 | Nino Sella      | m.t.            |

|   | Cycliste        | Temps            |
| - | --------------- | ---------------- |
| 1 | Mariano Cañardo | 17 h 46 min 59 s |
| 2 | Nino Sella      | + 1 min 17 s     |
| 3 | Bernardo Rogora | + 1 min 40 s     |

### Étape 5. Lleida - Andorra. 188,0 km
|   | Cycliste        | Temps           |
| - | --------------- | --------------- |
| 1 | Bernardo Rogora | 5 h 20 min 06 s |
| 2 | Nino Sella      | + 2 min 41 s    |
| 3 | Alfons Deloor   | + 3 min 40 s    |

|   | Cycliste        | Temps            |
| - | --------------- | ---------------- |
| 1 | Bernardo Rogora | 23 h 08 min 45 s |
| 2 | Nino Sella      | + 2 min 18 s     |
| 3 | Alfons Deloor   | + 4 min 04 s     |

### Étape 6. Andorra - La Bisbal d'Empordà. 249,0 km
|   | Cycliste       | Temps           |
| - | -------------- | --------------- |
| 1 | Nino Sella     | 8 h 36 min 20 s |
| 2 | Manuel Capella | m.t.            |
| 3 | Alfons Deloor  | m.t.            |

|   | Cycliste        | Temps            |
| - | --------------- | ---------------- |
| 1 | Bernardo Rogora | 31 h 45 min 05 s |
| 2 | Nino Sella      | + 2 min 18 s     |
| 3 | Alfons Deloor   | + 4 min 04 s     |

### Étape 7. La Bisbal d'Empordà - Girona. 55,0 km (clm)
|   | Cycliste        | Temps           |
| - | --------------- | --------------- |
| 1 | Nino Sella      | 1 h 36 min 24 s |
| 2 | Alfons Deloor   | + 22 s          |
| 3 | Bernardo Rogora | + 46 s          |

|   | Cycliste        | Temps            |
| - | --------------- | ---------------- |
| 1 | Bernardo Rogora | 33 h 22 min 15 s |
| 2 | Nino Sella      | + 1 min 32 s     |
| 3 | Alfons Deloor   | + 3 min 40 s     |

### Étape 8. Girona - Figueres. 118,0 km
|   | Cycliste          | Temps           |
| - | ----------------- | --------------- |
| 1 | Bernardo Rogora   | 3 h 17 min 24 s |
| 2 | Antonio Destrieux | + 46 s          |
| 3 | Vicente Bachero   | + 2 min 26 s    |

|   | Cycliste        | Temps            |
| - | --------------- | ---------------- |
| 1 | Bernardo Rogora | 36 h 39 min 39 s |
| 2 | Alfons Deloor   | + 6 min 06 s     |
| 3 | Nino Sella      | + 6 min 28 s     |

### Étape 9. Figueres - Terrassa. 168,0 km
|   | Cycliste              | Temps           |
| - | --------------------- | --------------- |
| 1 | José Nicolau Balaguer | 6 h 28 min 00 s |
| 2 | Carlo Romanatti       | m.t.            |
| 3 | Nino Sella            | + 5 min 21 s    |

|   | Cycliste        | Temps            |
| - | --------------- | ---------------- |
| 1 | Bernardo Rogora | 43 h 13 min 00 s |
| 2 | Alfons Deloor   | + 6 min 06 s     |
| 3 | Nino Sella      | + 6 min 28 s     |

### Étape 10. Terrassa - Barcelone. 84,0 km
|   | Cycliste         | Temps           |
| - | ---------------- | --------------- |
| 1 | Antonio Escuriet | 2 h 20 min 40 s |
| 2 | Roger Chene      | + 2 min 27 s    |
| 3 | Mariano Cañardo  | m.t.            |

|   | Cycliste        | Temps            |
| - | --------------- | ---------------- |
| 1 | Bernardo Rogora | 45 h 36 min 07 s |
| 2 | Alfons Deloor   | + 6 min 06 s     |
| 3 | Nino Sella      | + 6 min 28 s     |

## Classements finals

### Classement général
| Pos. | Cycliste        | Équipe                    | Temps            |
| ---- | --------------- | ------------------------- | ---------------- |
| 1    | Bernardo Rogora | Gloria                    | 45 h 36 min 07 s |
| 2    | Alfons Deloor   | Colin                     | + 6 min 06 s     |
| 3    | Nino Sella      | Maino                     | + 6 min 58 s     |
| 4    | Mariano Cañardo | Orbea                     | + 9 min 42 s     |
| 5    | Antoine Dignef  | Genial Lucifer-Hutchinson | + 15 min 26 s    |
| 6    | Joan Gimeno     |                           | + 19 min 59 s    |
| 7    | Carlo Romanatti | Ganna                     | + 22 min 15 s    |
| 8    | Antoni Escuriet | Orbea                     | + 23 min 45 s    |
| 9    | Michel Catteeuw |                           | + 30 min 08 s    |
| 10   | Gustaaf Deloor  | De Dion                   | + 31 min 03 s    |

### Classement de la montagne
| Pos. | Cycliste         | Points |
| ---- | ---------------- | ------ |
| 1    | Bernardo Rogora  | 31     |
| 2    | Emiliano Álvarez | 23     |
| 3    | Nino Sella       | 18     |